# Ryan Wolfe
El detective Ryan Wolfe, es un personaje ficticio interpretado por Jonathan Togo, perteneciente a la serie de la cadena CBS, CSI: Miami.

## Experiencia
Ryan Wolfe es un ex - oficial de policía que es contratado después de que el veterano CSI, Tim Speedle es asesinado en el trabajo. Tiene un fuerte conocimiento de ciencias, ya que se especializó en química en la Universidad de Boston y ahora está haciendo una maestría en genética. Según lo revelado en el episodio 9x14, "Stoned Cold", en sus años jóvenes, Wolfe fue atormentado por un matón en la escuela. Wolfe había estado ahorrado su mesada para comprar un telescopio que el matón más tarde rompió cuando hizo que la bicicleta de Wolfe volcara. El matón aumenta el tormento por el tono de burla preguntando Wolfe, "Hey Wolfie, se puede ver a las estrellas ahora?" Wolfe recuerda esto a Eric Delko y este le pregunta a Ryan que pasó con el agresor, Wolfe dice que llegó a ser elegido como un representante. No está claro si el agresor fue elegido a nivel estatal o federal. Al final del episodio, Wolfe abre su armario para encontrar un regalo, un telescopio nuevo comprado por Delko.
Wolfe llama la atención del Teniente CSI Nivel 3, Horatio Caine, cuando en la escena de  un crimen, el muestra un especial cuidado en el mantenimiento de su arma, una Beretta 92, lo que refleja su obsesión con los detalles, siendo minucioso con estas cosas como resultado de un Trastorno Obsesivo - Compulsivo. Este constante control y mantenimiento del arma, le ganó el respeto de Horatio Caine, ya que su predecesor había fallado al disparar debido al poco mantenimiento de su arma.
Él es zurdo, como se puede ver en el episodio "Sex and Taxes" y además, en la séptima temporada se muestra que tiene miedo a las alturas.
- Datos: Q2050686